# 후카야촌 (미에현)
후카야촌(深谷村)은 미에현 구와나군에 있던 촌이다. 현재의 구와나시에 해당한다.

## 역사
- 1889년 4월 1일 - 정촌제 시행에 의해 구와나군 후카야촌이 성립하였다.
- 1955년 2월 1일 - 구와나시에 편입해, 동일 후카야촌은 폐지되었다.

### 철도
- 긴키 닛폰 철도
  - 요로선 요로 전철 요로선

## 참고문헌
- 角川日本地名大辞典 24 三重県
- 大日本篤農家名鑑編纂所編『大日本篤農家名鑑』大日本篤農家名鑑編纂所、1910年。